# Robert Alves
Robert Pinto Alves Assunção (ur. 3 lutego 2005 w São Bernardo do Campo) – brazylijski piłkarz występujący na pozycji bramkarza, od 2025 roku zawodnik Atlético Mineiro.